# Miguel Galecio Rentería
Miguel Enrique Galecio Rentería (* Ayabaca,  1950 -   ),  es un periodista y político peruano. Fue consejero regional de Piura entre 2007 a 2010 y alcalde de la provincia de Ayabaca entre 1984 y 1986.

## Biografía
Nació en Ayabaca, Perú, el 27 de julio de 1950, hijo de Emilio Galecio Seminario y Lastenia Rentería Rivera. Hizo sus estudios primarios en la Escuela Primaria Nº 1509 de Ayabaca y los secundarios en el Colegio Lizardo Montero de Ayabaca. Es egresado de la Escuela de Periodismo Jaime Bausate y Meza de Lima. También tiene estudios de Jefatura Bancaria en el Instituto ISBAN. Trabajó como Secretario de la Beneficencia Pública de Ayabaca, entre 1971 y 1972, y fue funcionario del Banco de la Nación del Perú, entre abril de 1972 y marzo de 1994.
Se inicia su actuación política en las elecciones municipales de 1983 postulando como candidato de la Izquierda Unida a la alcaldía de la provincia de Ayabaca siendo elegido para el periodo 1984-1986. Tentó su reelección en 1986 y 1998 sin éxito. También ha postulado al Congreso Constituyente Democrático en las elecciones constituyentes de 1992. Participó en las elecciones regionales del 2006 como candidato del Movimiento Obras + Obras a Consejero Regional de Piura obteniendo la representación. En las elecciones regionales del 2010 fue candidato a vicepresidente del Gobierno Regional de Piura sin lograr la elección y en las elecciones municipales del 2014 postuló a una regiduría de la provincia de Piura sin éxito.
Asimismo, fue nombrado Subprefecto de Ayabaca (enero de 2005-julio de 200) y Prefecto (encargado) de Piura (octubre-noviembre de 2005).[cita requerida]